# Говтва (річка)
Го́втва — річка в Україні, в межах Решетилівського та Козельщинського районів Полтавської області. Ліва притока Псла (басейн Дніпра).

## Опис
Довжина річки 36 км, площа басейну 1680 км². Долина коритоподібна, завширшки до 5 км, завглибшки до 40 м. Річище звивисте, заболочене, утворює численні меандри. Ширина річища до 20 м. Максимальна глибина річки 5 м. Похил річки 0,21 м/км. Середня багаторічна витрата води Говтви (с. Михнівка) становить 5,84 м³/с. Середньорічна мінералізація води становить близько 685 мг/дм³. Озер у долині річки — 3,1 км², боліт — 6,6 км². Вода використовується для технічного водопостачання та зрошування.

## Розташування
Утворюється від злиття двох річок — Грузької Говтви та Вільхової Говтви біля східної частини м. Решетилівки. Тече переважно на південний захід. Впадає до Псла на південь від села Говтви. 

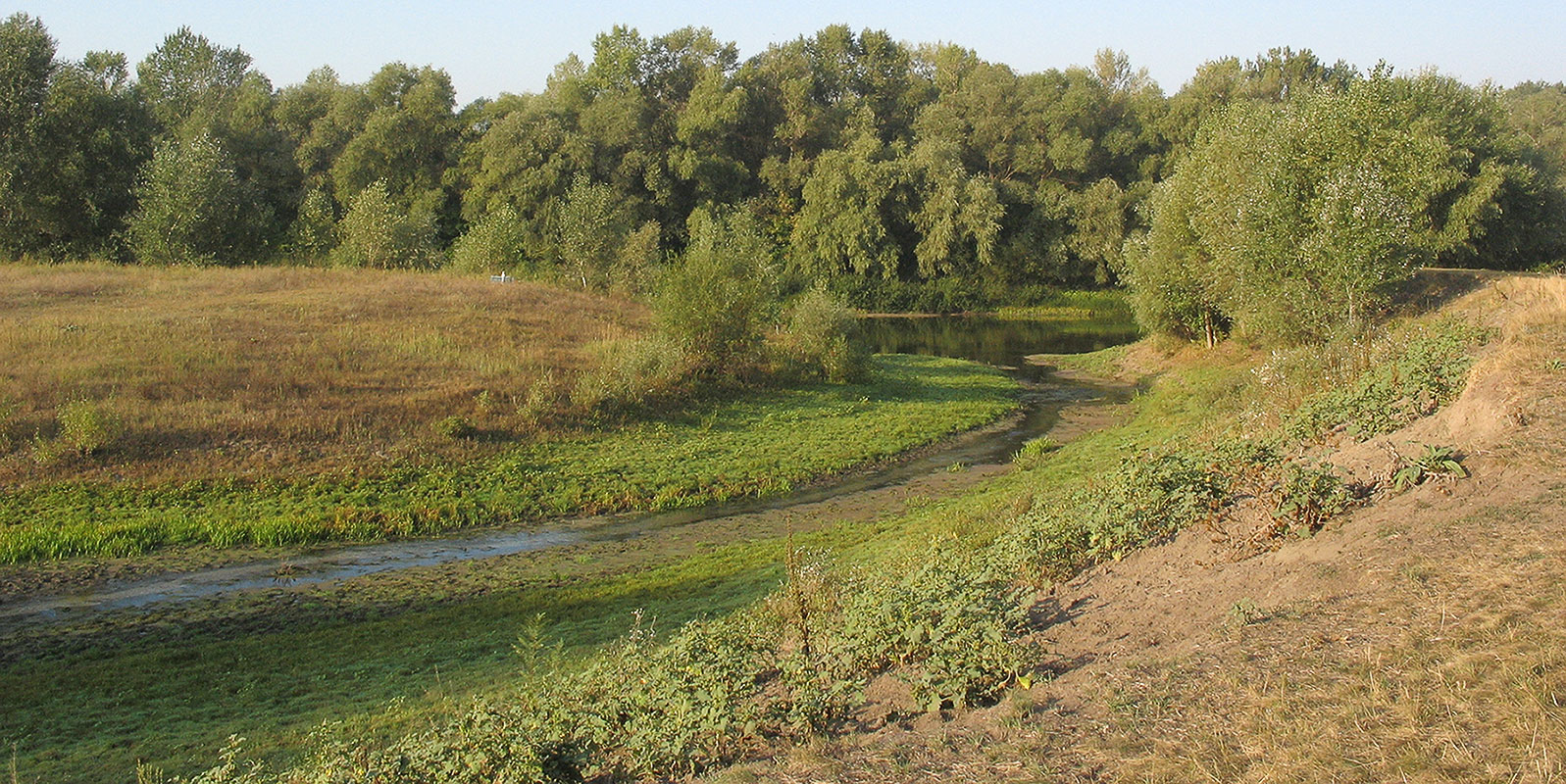
Гирло річки Говтва

На берегах Говтви розташовані м. Решетилівка, села М'якеньківка, Сені, Пасічники, Михнівка та Говтва. 
- У заплаві річки розташований орнітологічний заказник «Михнівський» (загальнодержавного значення).

## Про назву річки
Походження назви остаточно не встановлено. Існує ряд гіпотез. Одні назву виводить з тюркського «болото, трясовина», близького до турецького «озеро, став» із суф. -іу. Вбачаючи спільну назву у словененського гідроніма з дніпровським, цю загальну основу відносять до праслов'янського «безодня». Така гіпотеза найбільш імовірна[джерело?]. .

## Додаткова інформація
- Використання цифрових моделей земної поверхні для аналізу перебудови гідрографічної мережі (на прикладі басейнів річок Говтви та Полузери).[недоступне посилання з квітня 2019]
- Особливості формування долин лівих приток Дніпра в пост-гляціальних умовах.[недоступне посилання з квітня 2019]

| Річка | Це незавершена стаття про річку. Ви можете допомогти проєкту, виправивши або дописавши її. |